# Стесик, Лев Николаевич
Лев Николаевич Стесик (2 мая 1929 — 17 июня 2015) — российский физик, доктор физико-математических наук, профессор, заслуженный деятель науки РФ (2000).

## Биография
Родился 2 мая 1929 г.
Окончил среднюю школу в г. Люберцы (1946), один курс Института тонкой химической технологии им. М. В. Ломоносова (1947) и физико-технический факультет МГУ (январь 1952, первый выпуск, специальность «химическая физика»).
С января 1952 г. работает в ИХФ АН СССР (РАН). В 1959 г. защитил кандидатскую диссертацию на тему «Изучение процессов, протекающих при детонации конденсированных взрывчатых веществ».
В июне 1960 г. переехал в Черноголовку и в декабре того же года назначен зав. лабораторией взрывчатых составов.
В 1971 г. защитил докторскую диссертацию, посвящённую термодинамическим расчетам и исследованию горения дисперсных металлов, обеспечивающих повышение энергетики твердых ракетных топлив.
Заслуженный деятель науки РФ (2000). В 1975 и 1981 гг. награждён орденами «Знак Почёта», в 1985 г. в составе коллектива присуждена Государственная премия СССР.
Умер 17 июня 2015 г. на рабочем месте.
Жена — Рашида Хафизовна Курбангалина, работала в ИХФ с 1941 г. до выхода на пенсию в 1977 г.